# ベラルーシ国家保安委員会
ベラルーシ国家保安委員会（ベラルーシ語: Камітэт дзяржаўнай бяспекі; 略称КДБ、ロシア語: Комитет государственной безопасности; 略称КГБ）とは、ベラルーシ共和国の諜報機関、秘密警察。ベラルーシにおける旧ソ連国家保安委員会 (KGB) の後継機関。諜報、防諜、犯罪捜査、政府通信の組織を担当する。

## 機構
ベラルーシ国家保安委員会の機構は、機構が分割・再編されたロシアやウクライナと違い、ソ連KGBの機構をほぼ完全に維持している。
- 政府通信局
- 軍事防諜局
- 経済保安局

また、教育機関として国家保安大学を有する。各州には、支局が存在する。
対テロ作戦を行うアルファ部隊もKGBの指揮下にある。

## 歴代国家保安委員会議長
- エドゥアルド・シルコフスキー（ロシア語版）（1990年 - 1994年）
- ゲンナジー・ラヴィツキー（ロシア語版）（1994年）
- ウラジーミル・エゴロフ（1994年 - 1995年）
- ウラジーミル・マツケヴィッチ（1995年 - 2000年）
- レオニード・エリン（2000年 - 2004年）
- ステパン・スホレンコ（2005年 - 2007年）
- ユーリー・ジャドビン（英語版）（2007年 - 2008年）
- ワージム・ザイツェフ（英語版）（2008年 - 2012年）
- レアニード・マリツァウ（2012年）
- バレリー・バクルチク（英語版）（2012年 - 2020年）
- イヴァン・テルテリ（ロシア語版）（2020年 - ）